# 易贡将军楼
易贡将军楼位于中国西藏自治区林芝地区波密县易贡茶场内。

## 简介
该楼位于波密县易贡茶场内，占地面积约500平方米，上部外墙为红色。该楼是中国人民解放军第十八军军长张国华率军进入西藏经过易贡时修建的张国华等将领的住所，也是当时第十八军军部的所在地。
到2005年，该楼已经出现了多种损坏。2005年，中共波密县委、波密县人民政府决定，将该楼作为红色旅游景点进行抢救性保护。波密县人民政府将该楼列为波密县文物保护单位，并同西藏太阳公司签订了该楼的保护协议，向上级部门争取该楼的维修专项资金，对该楼开展维修。